# 李伯蛟
李伯蛟（1895年6月18日—1937年11月5日），湖南省邵阳县小东乡周家村人，曾任国民革命军第28军63师187旅少将旅长。1937年11月5日，在淞沪会战中战死于杭州湾金山卫。

## 生平
1895年6月18日，李伯蛟出生于书香门第，父亲曾在蔡锷幕府任过私人秘书。但由于父亲早逝，李伯蛟早年并未受过正规教育，从军后自湖南军官讲习所毕业。1916年，湘军独立混成旅旅长刘重威奉命驻扎邵阳，身处邵阳的李伯蛟加入该旅，后逐步被提升为班、排、连长等职。1926年3月，湘军第四师师长唐生智吞并刘重威旅，李伯蛟改投湘军第三师师长叶开鑫部。1929年，叶开鑫离开湖南，何键入湘主政，领有四个师：十九师、三十四师、六十二师、六十三师，李伯蛟任六十三师营长以及团长。1937年，李伯蛟任国民革命军陆军第28军63师187旅旅长。1937年7月下旬，第六十三师奉令由上饶等处向杭州集中，驻守海盐、海宁沿海各要点。同年7月，淞沪会战爆发。1937年11月5日，日军第10军3个师团在杭州湾金山卫集结准备登陆，李伯蛟奉命率旅进入金山卫沿海前线阻击日军登陆。至5日上午，登陆的日军已达3000余人，当晚进抵金山县城、松隐镇、亭林镇一线。187旅固守金山卫、金丝娘桥阻击日军。作战中旅长李伯蛟中弹陣亡。2014年9月1日，李伯蛟被列入中华人民共和国民政部公布的第一批300名著名抗日英烈和英雄群体名录。